# Heine–Cantors sats
Heine–Cantors sats är en matematisk sats uppkallad efter Georg Cantor och Eduard Heine som säger att om M är ett kompakt metriskt rum är varje kontinuerlig funktion {\displaystyle f:M\to N}, där N är ett metriskt rum, likformigt kontinuerlig.

## Bevis
Låt {\displaystyle f:M\to N} vara en funktion från M med metrik d till N med metrik p.
Att f skulle vara likformigt kontinuerlig innebär
{\displaystyle \forall \varepsilon >0\exists \delta >0:d(x,y)<\delta \Rightarrow p(f(x),f(y))<\varepsilon ~~\forall x,y\in M}
antag nu att f inte är likformigt kontinuerlig, dvs:
{\displaystyle \exists \varepsilon _{0}:\forall \delta >0\exists x,y\in M:d(x,y)<\delta ~\mathrm {och} ~p(f(x),f(y))\geq \varepsilon _{0}.}
Välj två följder, {\displaystyle x_{n}} och {\displaystyle y_{n}} så att:
{\displaystyle d(x_{n},y_{n})={\frac {1}{n}}} och {\displaystyle p(f(x_{n}),f(y_{n}))\geq \varepsilon _{0}.}
Då M är kompakt existerar det (Bolzano–Weierstrass sats) två delföljder som konvergerar
{\displaystyle x_{n_{k}}\to x_{0}\in M~\mathrm {och} ~y_{n_{k}}\to y_{0}\in M}
så det följer att:
{\displaystyle d(x_{n_{k}},y_{n_{k}})<{\frac {1}{n_{k}}}\Rightarrow p(f(x_{n_{k}}),f(y_{n_{k}}))\geq \varepsilon _{0}}
den första delen ger att {\displaystyle x_{0}=y_{0}} och den andra säger att {\displaystyle f(x_{0})\neq f(y_{0})}, vilket uppenbarligen är en motsägelse.